# San Pedro Perulapán
San Pedro Perulapán es un distrito del municipio de Cuscatlán Norte en el departamento de Cuscatlán, El Salvador. Según el censo oficial de 2024, tiene una población de 51.414 habitantes.

## Toponimia
El topónimo pululapan significa "Río de los Pululos" (bagre o juilín), o también "En las Aguas Lodosas" y "Río del Lodo".

## Geografía física
El distrito cubre un área de 90,48 km² y la cabecera una altitud de 640 m s. n. m.
Su casco urbano cubre un área de 0,21 km, mientras que la zona rural se extiende sobre los restantes 90,27 km.

### Ubicación
Su ubicación geográfica es: Al Norte con Tenancingo y Oratorio de Concepción del departamento de Cuscatlán, al este con San Bartolomé Perulapía, al sur con el Lago de Ilopango y la Ciudad de San Martín (San Salvador), y al oeste con Santa Cruz Michapa y Cojutepeque.

## Historia
La localidad es de origen precolombino nahua. Para 1550 tenía una población de 1.100 habitantes, y para 1770 era de 4.756. Fue erigida como cabecera del curato del mismo nombre en 1795; y el 21 de noviembre de 1803, se hizo cargo de la parroquia el padre Vicente Aguilar. En informe del corregidor intendente don Antonio Gutiérrez y Ulloa del año 1807, se menciona que su principal patrimonio era la fábrica de petates.  

### Pos-independencia
Perteneció al departamento de San Salvador de 1824 a 1835 y desde este último año ha sido parte del departamento de Cuscatlán. 
Acontecimiento memorable de este lugar fue la victoria de Francisco Morazán sobre las tropas del general hondureño Francisco Ferrera. El 25 de septiembre de 1839, Morazán —al frente de 600 hombres contra 1.300 del enemigo— desalojó a los invasores quienes se habían apoderado de la plaza y campanario del pueblo. De acuerdo a un testimonio: 

El General (Francisco) Morazán con seiscientos salvadoreños valerosos, a las cinco y media de la mañana del referido día 25, le dio un ordenado  ataque con su destreza de costumbre, obligando primero al enemigo a desocupar el inexpugnable punto del campanario, después de una vigorosa resistencia, Y entre hora y media más el todo de aquel campo de batalla, quedando por despojos de la victoria, un considerable número de muertos, muchos prisioneros, todo su tren y equipajes.

El alcalde electo para el año de 1863 era el señor don Eustaquio Ramírez.
En el 5 de enero de 1885, durante la presidencia de Rafael Zaldívar, el Ministerio de Instrucción Pública acordó establecer una escuela de niños, señalando al director de ella, el sueldo mensual de quince pesos. También durante ese mismo año, fue erigido por Decreto Legislativo, el tercer distrito judicial con sede en la localidad, que abarcaría, además de San Pedro Perulapán, los municipios vecinos de San Bartolomé Perulapía, Santa Cruz Michapa y Oratorio de la Inmaculada Concepción.
En 1890, de acuerdo a Guillermo Dawson, en San Pedro Perulapán existían 8.570 habitantes, y su principal patrimonio consistía "en la manufactura de esteras, sombreros de palma y cordelería". Del título de villa no se sabe en qué año le fue otorgado, algunos libros municipales acercan este título hacia 1890, el historiador Santiago I. Barberena lo hace seguro hacia 1912; el 28 de abril de 1921 obtuvo el título de ciudad.

## Geografía humana

### Organización territorial
La división administrativa del distrito consta de 17 cantones y 120 caseríos y el Casco Urbano. En su zona urbana se divide en los barrios El Ángel, El Calvario, El Centro y Concepción; posee las colonias Agricultura, San Pedro, El Retiro y La Esperanza.
| Cantón        | Caseríos |
| ------------- | --- |
| Buena Vista   | Buena vista, El Centro, Bella Vista y Palo Blanco |
| Buenos Aires  | Buenos Aires, El Vaquero, Los Morales, Central, Los Herrera, Línea Férrea y Lotificación Heredia                                                                                         |
| El Carmen     | El Carmen, La Loma China, El Limón Chacaloyo, La Pilona, La Cruz, El Amate, La Rinconada, El Pozo y la Colonia El Progreso                                                               |
| El Limón      | El Limón |
| El Paraíso    | El Paraíso Abajo, El Paraíso Arriba, Los Matías, Los Hernández, Cancha San Antonio, Los Aguilares, Los Rodríguez, Los Ramírez, Fátima y Los Sánchez                                      |
| El Rodeo      | El Rodeo Zona 1,2,3 y 4 |
| Huisiltepeque | Huisiltepeque, La Tasajera, El Chipilte y El Cerro |
| El Espino     | El Espino, Guadalupe, Méndez, Calle a Tecoluco, Pérez, El Cerro, El Borbollón, Calle al Limón, Morales, Zacamil y Los Amates                                                             |
| Istagua       | Istagua, Santa Isabel, El Triunfo, La Cruz y Los Laureles |
| La Cruz       | La Cruz, Los Cercos, El Pital, El Talpete y La Presa |
| La Esperanza  | La Esperanza, Los García, El Cerro, La Escuela, La Ermita, La Terminal, Las Peñitas y El Cementerio                                                                                      |
| La Loma       | La Loma, Los García, El Cerro, La Escuela, La Ermita, La Termina, Las Peñitas, El Cementerio, El Amate, La Cruz, La Bolsa, El Sitio, Loma Linda, Los Mejía, El Tamarindo y La Haciendita |
| Miraflores    | Miraflores, La Loma, El Pital, La Rinconada, Los Vásquez, Los Ramírez, El Riyito, Los Portillo y El Llano                                                                                |
| San Agustín   | San Agustín, La Bomba y El Uval |
| San Francisco | San Francisco y San Francisco Abajo |
| Tecoluco      | Tecoluco Arriba, Tecoluco Abajo, El Llano, La Rinconada, El Pital, Mal Paso y Los García                                                                                                 |
| Tecomatepe    | Tecomatepe, El Puente, Los Mendoza, Los Aguilar, Los Pérez, Los López, Los Hernández, Agua Tibia, El Cementerio, La Escuela y La Tienda                                                  |

### Demografía
Según el censo oficial de 2007, tiene una población de 44.730 habitantes.

## Cultura

#### Festividades
Las fiestas patronales se celebran del 20 al 29 de junio en honor a San Pedro Apóstol, y del 1 al 9 de marzo, celebran su tradicional romería en honor a Santa Francisca Romana, su copatrona. No menos importante es la celebración de la Semana Santa y de otras fiestas en los cantones, como la de San José en el cantón El Espino, Nuestra Señora de Guadalupe y Nuestra Señora del Rosario en el cantón La Loma, San Agustín en el cantón del mismo nombre cercano al Lago de Ilopango, a la Santa Cruz en las ermitas del cantón La Cruz y de Nuestra Señora de la Paz en el cantón Tecomatepeque.